# Adonxs
Adam Pavlovčin (Myjava, 13 de setembre de 1995), conegut professionalment com a Adonxs, és un cantant eslovac. Va ser el cantant principal de la banda alternativa londinenca Pace. El 2022 va publicar el seu primer àlbum d'estudi en solitari Age of Adonxs, que li va valer nombrosos reconeixements, com ara l'Àlbum de l'Any, el millor artista masculí o el millor artista revelació d'Eslovàquia. Va representar Txèquia al Festival de la Cançó d'Eurovisió 2025 amb la cançó «Kiss Kiss Goodbye», però no va aconseguir classificar-se per a la final.